# Железнодорожный транспорт в Замбии
Железнодорожный транспорт в Замбии — железнодорожный транспорт на территории государства Замбия.
Длина железных дорог в стране — 3126 км (2014). Используется капская колея (1067 мм). Главные линии: Ндола — Кабве — Лусака — Ливингстон, Ндола — Капири-Мпоши — Мпика — Наконде.
Имеется соединение с железнодорожной сетью Танзании и Зимбабве — через Мост водопада Виктория. С Намибией, Ботсваной, Мозамбиком, Анголой прямого железнодорожного сообщения нет.
Железнодорожная компания — Zambia Railways.
В Ливингстоне имеется железнодорожный музей.

## Железнодорожные связи со смежными странами
- Танзания — Да — одинаковая колея — 1067 мм.
- Демократическая Республика Конго — Да — одинаковая колея, только грузовые перевозки.
- Зимбабве — Да — только грузовые перевозки.
- Ботсвана — Нет прямой связи, — только через Зимбабве.
- Ангола — Нет прямой связи, — только через ДР Конго в порт Бенгела. Одинаковая ширина колеи — 1067 мм, но железная дорога в Бенгеле не функционирует с 1970 года, хотя существуют планы её реконструкции.
- Мозамбик — Нет прямой связи — только через Зимбабве.
- Малави — Нет — только через Зимбабве и Мозамбик. Планируется постройка.
- Намибия — Нет — только через Зимбабве и ЮАР.